# Arthur Hoyt
Pour les articles homonymes, voir Hoyt.
Arthur Hoyt, né le 19 mars 1874 à Georgetown (Colorado), mort le 4 janvier 1953 à Los Angeles — Quartier de Woodland Hills (Californie), est un acteur et réalisateur américain.

## Biographie
D'abord acteur de théâtre, il joue à Broadway (New York) dans trois pièces, représentées respectivement en 1905, 1908 et 1911.
Au cinéma, il fait sa première apparition dans un court métrage muet sorti en 1914. En tout, il contribue à deux-cent-quatre-vingt-quatre films américains (dont environ quatre-vingts muets), dans des seconds rôles de caractère (souvent aussi dans des petits rôles non crédités). Après l'avènement du parlant, il continue à tourner régulièrement, jusqu'à un dernier film sorti en 1947.
Parmi ses films notables, mentionnons La Dame aux camélias (version de 1921, avec Alla Nazimova dans le rôle-titre et Rudolph Valentino), Le Monde perdu (version de 1925, avec Wallace Beery et Bessie Love) d'Harry O. Hoyt — son frère, 1885-1961 —, New York-Miami (1934, avec Claudette Colbert et Clark Gable) de Frank Capra, ou encore Gouverneur malgré lui (1940, avec Brian Donlevy et Akim Tamiroff) de Preston Sturges — qu'il croise à plusieurs reprises en fin de carrière, notamment pour son ultime prestation à l'écran —.
En outre, expérience non renouvelée, Arthur Hoyt est le réalisateur de deux films muets produits par Triangle Pictures et sortis en 1918, Station Content (en) (avec Gloria Swanson) et High Stakes (avec J. Barney Sherry).

## Théâtre (à Broadway)
- 1905 : Le Prince consort (The Prince Consort) de Léon Xanrof et Jules Chancel, adaptation de William Boosey et Cosmo Gordon Lennox
- 1908 : Le Diable (Az ördög / The Devil) de Ferenc Molnár, adaptation d'Oliver Herford
- 1911 : The Great Name (Der große Name) de Victor Léon et Leo Feld, adaptation de James Clarence Harvey, avec Ruth Chatterton, Henry Kolker

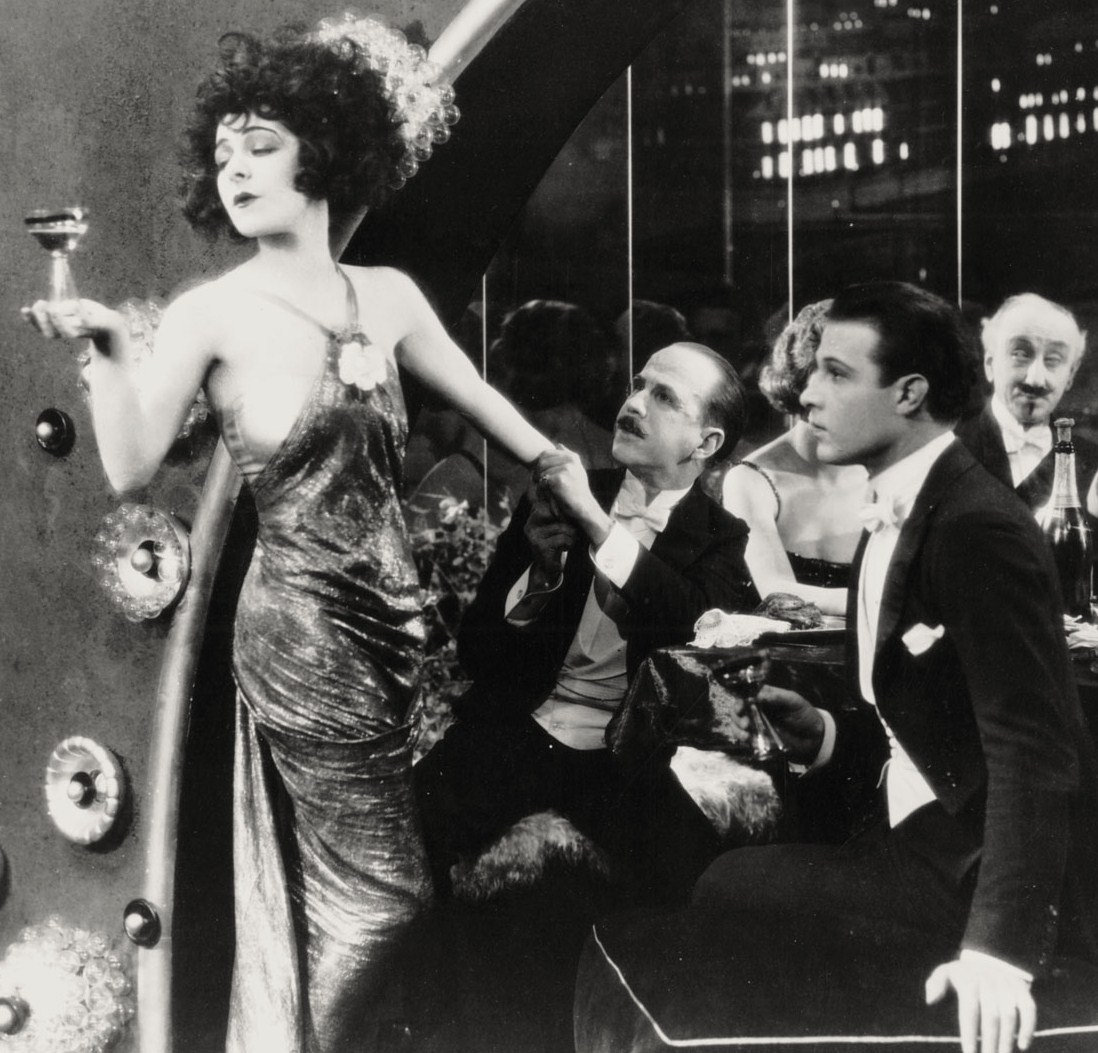
Au premier plan, de g. à d. : Alla Nazimova, Arthur Hoyt et Rudolph Valentino, dans La Dame aux camélias (1921).

## Filmographie partielle

### Comme acteur
- 1917 : The Show Down de Lynn Reynolds
- 1918 : The Yellow Dog de Colin Campbell
- 1919 : Un reportage tragique (The Grim Game) d'Irvin Willat
- 1920 : The Triflers (en) de Christy Cabanne
- 1920 : The Girl in Number 29 de John Ford
- 1920 : The Desperate Hero de Wesley Ruggles
- 1920 : La Jolie Infirmière (Nurse Marjorie) de William Desmond Taylor
- 1920 : In the Heart of a Fool d'Allan Dwan
- 1921 : Les Quatre Cavaliers de l'Apocalypse (The Four Horsemen of the Apocalypse) de Rex Ingram
- 1921 : Red Courage de B. Reeves Eason
- 1921 : La Dame aux camélias (Camille) de Ray C. Smallwood
- 1921 : The Foolish Age de William A. Seiter
- 1922 : Kissed de King Baggot
- 1922 : Love Is an Awful Thing de Victor Heerman
- 1922 : Is Matrimony a Failure ? de James Cruze
- 1922 : The Top of New York de William Desmond Taylor
- 1922 : The Strangers' Banquet de Marshall Neilan
- 1923 : Âmes à vendre (Souls for Sale) de Rupert Hughes
- 1923 : An Old Sweetheart of Mine de Harry Garson
- 1923 : En votre honneur, mesdames ! (To the Ladies) de James Cruze
- 1923 : The Love Piker de E. Mason Hopper
- 1924 : Daring Youth de William Beaudine
- 1924 : When a Man's a Man de Edward F. Cline
- 1924 : Sundown de Harry O. Hoyt et Laurence Trimble
- 1924 : Bluff de Sam Wood
- 1925 : Head Winds de Herbert Blaché
- 1925 : Le Monde perdu (The Lost World) de Harry O. Hoyt
- 1925 : Une femme très sport (The Sporting Venus) de Marshall Neilan
- 1925 : Eve's Lover de Roy Del Ruth
- 1925 : Any Woman de Henry King
- 1926 : Une riche veuve (Footloose Widows) de Roy Del Ruth
- 1926 : Les Amis de nos maris (For Wives Only) de Victor Heerman
- 1926 : Monte Carlo de Christy Cabanne
- 1926 : Dans la chambre de Mabel (Up in Mabel's Room) de E. Mason Hopper
- 1926 : The Crown of Lies de Dimitri Buchowetzki
- 1926 : The Danger Girl d'Edward Dillon
- 1926 : Les Amis de nos maris (For Wives Only) de Victor Heerman
- 1927 : The Mysterious Rider de John Waters
- 1927 : The Rejuvenation of Aunt Mary de Erle C. Kenton
- 1927 : Ten Modern Commandments de Dorothy Arzner
- 1927 : A Texas Steer de Richard Wallace
- 1928 : The Rush Hour de E. Mason Hopper
- 1928 : My Man d'Archie Mayo
- 1929 : Stolen Kisses de Ray Enright
- 1929 : The Wheel of Life de Victor Schertzinger
- 1929 : Chante-nous ça ! (Say It with Songs) de Lloyd Bacon
- 1930 : Dumbbells in Ermine de John G. Adolfi
- 1930 : Seven Days Leave de Richard Wallace
- 1930 : Going Wild de William A. Seiter
- 1930 : Charivari (The Life of the Party) de Roy Del Ruth
- 1930 : Along Came Youth de Lloyd Corrigan et Norman Z. McLeod
- 1931 : The Flood de James Tinling
- 1931 : Le Code criminel (The Criminal Code) de Howard Hawks
- 1931 : Peach-O-Reno de William A. Seiter
- 1931 : L'Inspiratrice (The Inspiration) de Clarence Brown
- 1931 : Palmy Days d'A. Edward Sutherland
- 1931 : Sit Tight de Lloyd Bacon
- 1931 : Gold Dust Gertie de Lloyd Bacon
- 1932 : Impatient Maiden de James Whale
- 1932 : La Ruée (American Madness) de Frank Capra
- 1932 : Le Démon du sous-marin (Devil and the Deep) de Marion Gering
- 1932 : Madame Racketeer de Harry Wagstaff Gribble et Alexander Hall
- 1932 : Make Me a Star de William Beaudine
- 1933 : Goldie gets along de Malcolm St. Clair
- 1933 : Gambling Ship de Louis Gasnier
- 1933 : Un hurlement dans la nuit (A Shriek in the Night) de Albert Ray
- 1933 : Ann Vickers de John Cromwell
- 1933 : In the Money de Frank R. Strayer
- 1933 : The Chief de Charles Reisner
- 1933 : Une nuit seulement (Only Yesterday) de John M. Stahl
- 1933 : Un cœur, deux poings (The Prizefighter and the Lady) de W. S. Van Dyke et Howard Hawks
- 1934 : Springtime for Henry de Frank Tuttle
- 1934 : New York-Miami (It happened One Night) de Frank Capra
- 1934 : Kansas City Princess de William Keighley
- 1934 : Student Tour de Charles Reisner
- 1935 : 1,000 Dollars a Minute de Aubrey Scotto
- 1935 : Femmes d'affaires (Traveling Saleslady) de Ray Enright
- 1935 : Welcome Home de James Tinling
- 1935 : Le Secret Magnifique (Magnificent Obsession) de John M. Stahl
- 1936 : Furie (Fury) de Fritz Lang
- 1936 : Gardez-les sous les verrous (Don't Turn 'em Loose) de Benjamin Stoloff
- 1936 : Le Mystère de Mason Park (Two in the Dark) de Benjamin Stoloff
- 1936 : Pauvre Petite Fille riche (Poor Little Rich Girl) de Irving Cummings
- 1936 : Vingt-cinq Ans de fiançailles (Early to Bed), de Norman Z. McLeod
- 1936 : L'Extravagant Mr. Deeds (Mr. Deeds goes to Town) de Frank Capra
- 1937 : Le Cœur en fête (When You're in Love) de Robert Riskin
- 1937 : Bataille de dames (Ever Since Eve) de Lloyd Bacon
- 1937 : Paradise Express de Joseph Kane
- 1937 : Une étoile est née (A Star is born) de William A. Wellman
- 1938 : Casier judiciaire (You and Me) de Fritz Lang
- 1938 : La Coqueluche de Paris (The Rage of Paris) de Henry Koster
- 1938 : Start Cheering d'Albert S. Rogell
- 1938 : Nuits de bal (The Sisters) d'Anatole Litvak
- 1939 : Le Lien sacré (Made for Each Other) de John Cromwell
- 1940 : Gouverneur malgré lui (The Great McGinty) de Preston Sturges
- 1941 : Les Voyages de Sullivan (Sullivan's Travels) de Preston Sturges
- 1941 : Marry the Boss's Daughter de Thornton Freeland
- 1941 : They meet again d'Erle C. Kenton
- 1942 : Madame et ses flirts (The Palm Beach Story) de Preston Sturges
- 1943 : Keep 'Em Slugging (en) de Christy Cabanne
- 1944 : Héros d'occasion (Hail the Conquering Hero) de Preston Sturges
- 1947 : Oh quel mercredi ! (The Sin of Harold Diddlebock) de Preston Sturges

### Comme réalisateur (intégrale)
- 1918 : Station Content
- 1918 : High Stakes